# لطفي الدزيري
لطفي الدزيري (قرطاج صلامبو, 6 جانفي 1946 - تونس, 5 ماي 2013) فنان تونسي شارك في العديد من الأعمال المسرحية والدرامية و39 فلما أجنبيا و8 أفلام تونسية

## من أعماله
من الأعمال التي شارك فيها:

### السينما
- 1997 : كسوة الخط الضايع لكلثوم برناز.
- 2001 : الصحراء والغابة بدور جابر.
- 2004 : كلمة رجال لمعز كمون وحسن بن عثمان.
- 2004 : المصارعون لتيلمان ريم وجورغان كاين وستيف مانويل وكريس وولد بدور المدرب الرياضي.
- 2004 : المواعيد النهائية لمايكل أ. لورنر ولودى بويكين بدور رحمان.
- 2004 : فيزا لإبراهيم اللطيف.
- 2005 : دار الناس لمحمد دمق ومديح بالعيد ومحمد محفوظ.
- 2006 : بين الوديان لخالد البرصاوي.
- 2006 : آخر فيلم لالنوري بوزيد.
- 2007 : تتويج الرجال لجاك مالاتير وياڤيس كوپينس وميشيل فاسلير مع حلمي الدريدي ورباب السرايري بدور أوهرو.
- 2009 : الخيط (فيلم) لمهدي بن عطية وأوليفيي لانوري بدور عبد العزيز.
- 2010 : السراب الأخير لنضال شطا.
- 2010 : المدينة لكيم نجوين بدور جورج.
- 2011 : داي أوف ذا فالكون (فيلم) لجون جاك أنو وهانز روش بدور شيخ بني سيري.
- 2012 : «فوس نوت» لمجدي السميري بدور سي لمين.
- 2014 : الزيارة لنوفل صاحب الطابع.

### المسلسلات
- 2001 : «ضفائر» لالحبيب المسلماني ومديح بالعيد ورضا القحام وعبد الحكيم العليمي.
- 2002 : «قمرة سيدي محروس» لصلاح الدين الصيد وعلي اللواتي (رمضان 2002) بدور الدكتور عبد الله صويلح.
- 2003 : «دروب المواجهة» لعبد القادر الجربي وعبد القادر بالحاج نصر بدور منصور.
- 2004 : سلسلة لوتيل (رمضان 2004) لحاتم بلحاج وصلاح الدين الصيد بدور عابد.
- 2005 : رحلة لويزا لپاتريك ڥولسون وعزوز بقاق بدور الفرنساوي.
- 2005 : سيتكوم قهوة جلول للطفي بن ساسي وعماد بن حميدة ومحمد دمق بدور الجيلاني شهر جوني.
- 2005-2009 : سيتكوم «شوفلي حل» لصلاح الدين الصيد وعبد القادر الجربي وحاتم بلحاج (رمضان) بدور البروفيسور بن عمر.
- 2006 : نواصي وعتب لعبد القادر الجربي وعلالة نوايرية.
- 2010 : دار الخلاعة لحاتم بلحاج وأحمد رجب بدور بهاء.

## روابط خارجية
- لطفي الدزيري على موقع IMDb (الإنجليزية)
- لطفي الدزيري على موقع ألو سيني (الفرنسية)
- لطفي الدزيري على موقع أول موفي (الإنجليزية)
- لطفي الدزيري على موقع قاعدة بيانات الفيلم (الإنجليزية)
- لطفي الدزيري على موقع كينوبويسك (الروسية)